# شيشنق الرابع
الملك شيشنق الرابع (بالإنجليزية: Shoshenq IV)‏ ، هو أحد ملوك الأسرة المصرية الثانية والعشرون. في أواخر المرحلة الانتقالية الثالثة، 798-785 ق.م.

## فترة حكمه
حكم شيشنق الرابع في عصر الأسرة المصرية الثانية والعشرون عشر سنوات، بين عهدي شيشنق الثالث وبامي. في عام 1986 اقترح ديفيد روهل ان هناك ملكان يحملان أسم شيشنق مؤسس الأسرة الثانية والعشرون.